# 安野希世乃
安野 希世乃（やすの きよの、1989年7月9日 - ）は、日本の女性声優、歌手。エイベックス・ピクチャーズ（事務所）および同社内のDIVE II entertainment（音楽レーベル）に所属。宮城県遠田郡涌谷町出身。旧芸名は、目澤 希世乃（めざわ きよの）。

## 経歴
京都府で生まれて間もなく宮城県へ引っ越し、3歳から11歳まで遠田郡涌谷町で育ち、小学6年生から東京都で暮らす。一人っ子。
声優を目指したきっかけは、9歳の頃に『怪盗セイント・テール』の特別番組を見たこと。アフレコ密着映像を見てアニメの裏側で活躍している声優の存在を知り、この職業に就きたいと感じた。
高校生（15歳）の頃、エイベックス・アーティストアカデミー声優タレントコースに特待生として入学する。
2011年、アニメ映画『キズナ一撃』の轟キズナ役で主役デビューを果たす。
歌手としてはアイドルマスター シンデレラガールズ（木村夏樹役）、ワルキューレ（カナメ・バッカニア役）など複数の声優ユニットに所属し、2017年7月にミニアルバム『涙。』でフライングドッグからソロデビューした。
2019年1月、全世界対象のグローバル・ファンクラブ「安野家。」を開設。
2020年1月、出身地である涌谷町のPRを担当する「涌谷町黄金大使」に就任した。
2021年、第15回声優アワードにて「ワルキューレ」として歌唱賞を受賞。
同年11月22日、以前から非公式に当人同士で結成していた東山奈央と安野希世乃とのユニット、「ぽかぽかイオン」を公式結成し、併せて翌年1月放送のテレビアニメ『スローループ』のOPテーマ「やじるし→」を担当することが発表された。
2024年3月20日、所属音楽レーベルをフライングドッグからエイベックス・ピクチャーズに移籍したことを発表。ただしライブを含めた音楽製作に関しては引き続きフライングドッグがプロデュースを行う。

## 人物
趣味は自転車とバスに乗ること、漫画、日本酒。愛用の電動アシスト自転車で仕事場に通ったり、オフにはポタリングを楽しんだりする。日本酒は新政酒造の「No.6」という銘柄が気に入っている。パーソナリティを務めるFMヨコハマのラジオ番組では、日本酒のお勧めの銘柄やおいしい飲み方を紹介する「今週の一本」というコーナーがある。他に好きな飲み物はカフェラテ。
特技は似顔絵と歌、書道。中学生時代は漫画に夢中になっており、一時は漫画家になりたかったほどで、友人と一緒にラブコメディもの漫画を描いていたりもした。サインを書くときには、そのときに演じたキャラクターのイラストをサインの左下に添えることが多い。高校生時代は演劇部で活動し、演劇に熱中することとなる。
自分の性格は「のんびり、ゴーイングマイウェイ」、長所は「変なところでポジティブ」、短所は「うっかり屋」。座右の銘は「愛と笑いが世界を救う」。忘れ物や勘違いなど、心和ませる「天然」エピソードが豊富で、公式ツイッター（安野希世乃 official）でマネージャーが「#今日も平和です」というハッシュタグ付きで報告している。
声優養成所時代に『マクロスF』のランカ・リー役の歌姫オーディションに応募し、二次か三次審査で落選したが、合格者の中島愛が同い年だったので応援していた。人生初のライブ参加は中島の1stライブツアー渋谷AX公演（2009年7月30日）で、その時聴いた「蒼のエーテル」のライブバージョンが忘れられないと語っている。

## 出演
太字はメインキャラクター。

### テレビアニメ
2009年
- ファイト一発!充電ちゃん!!（友人B）

2010年
- ちゅーぶら!!（板垣、女子生徒）

2011年
- ポケットモンスター ベストウイッシュ（2011年 - 2013年、リナ、アユミ） - 2シリーズ
- NO.6（沙布）
- ちはやふる（2011年 - 2013年、真島梨香、真野陽菜子、真山恵美 他） - 2シリーズ
- UN-GO（長田安）

2012年
- アクエリオンEVOL（シュシュ）
- モーレツ宇宙海賊（アスタ・アルハンコ）
- それいけ!アンパンマン（2012年 - 、チビいろえんぴつ（青）〈2代目〉、水の子（B）〈4代目〉、ユキダルマン〈4代目〉、女の子、サクランボA、ネコ美）
- ハイスクールD×D（巡）
- この中に1人、妹がいる!（生徒）

2013年
- D.C.III 〜ダ・カーポIII〜（胡ノ宮）
- HUNTER×HUNTER（第2作）（バナナ・カヴァーオ、メガネッ娘、からまれっ娘）
- アイカツ!（2013年 - 2016年、北大路さくら、保坂しずく）
- 断裁分離のクライムエッジ（美墨かしこ）
- 革命機ヴァルヴレイヴ（北川イオリ、女子生徒） - 2シリーズ
- おしりかじり虫（偽かじりやZ母、保健室の先生）
- ポケットモンスター XY（2013年 - 2015年、コゼット、ニャスパー、ピチュー、ニャオニクス♀）

2014年
- ハマトラ（コネコ） - 2シリーズ
- 妖怪ウォッチ（2014年 - 2023年、エミちゃん、リク、チーちゃん、こよみちゃん、まてんし、ざしきわらし、にんぎょ、のっぺら坊、うらや飯、つらがわり、シラ切りスズメ、えんらえんら、イチゴニャン、イザナミ、こえんら、コンたん、こんがらギャル、からみぞん、ロボコマ、獅子まる、バスアナウンス、サルニャン、スピーチ姫、かたづ家来、かえりタイ、ナンスカンク、つぶや木 他） - 3シリーズ
- Wake Up, Girls!（2014年 - 2018年、小早川ティナ） - 2シリーズ
- パックワールド（ピンキー、ブレイシス）
- ノブナガ・ザ・フール（アサヒ）
- 月刊少女野崎くん（ヒロイン、女子生徒、店員）
- 鉱国のプリンセス ディアンシー（ヤンチャム）
- 寄生獣 セイの格率（2014年 - 2015年、立川裕子）
- 異能バトルは日常系のなかで（アシスタント）

2015年
- 冴えない彼女の育てかた（2015年 - 2017年、加藤恵） - 2シリーズ
- 団地ともお（ゆう子）
- 銃皇無尽のファフニール（補佐官）
- トリアージX（村咲馨）
- SHOW BY ROCK!!（2015年 - 2016年、ウエンディ） - 2シリーズ
- プリパラ（2015年 - 2017年、あんこ）
- うしおととら（2015年 - 2016年、井上真由子） - 2シリーズ
- ガッチャマン クラウズ インサイト（木戸絵里奈、主婦）
- アイドルマスター シンデレラガールズ（木村夏樹）
- ジュエルペット マジカルチェンジ（あられ）

2016年
- シュヴァルツェスマーケン（グレーテル・イェッケルン）
- 想いのかけら（佐藤陽菜）
- マクロスΔ（カナメ・バッカニア）
- あんハピ♪（久米川牡丹）
- マギ シンドバッドの冒険（少女）
- 双星の陰陽師（2016年 - 2017年、勝神コーデリア）
- 3月のライオン（2016年 - 2017年、女流棋士、聞き手、高師） - 2シリーズ

2017年
- サクラクエスト（中津川彩菜）
- 異世界食堂（2017年 - 2021年、サラ） - 2シリーズ
- キラキラ☆プリキュアアラモード（2017年 - 2018年、ルミエル、女の子）
- アイドルマスター シンデレラガールズ劇場（2017年 - 2019年、木村夏樹） - 3シリーズ
- ブラッククローバー（2017年 - 2021年、チャーミー・パピットソン）

2018年
- オーバーロード シリーズ（2018年 - 2022年、ラナー・ティエール・シャルドロン・ライル・ヴァイセルフ） - 3シリーズ
- たくのみ。（花森）
- デスマーチからはじまる異世界狂想曲（ナナ〈ホムンクルス〉）
- 妖怪ウォッチ シャドウサイド（2018年 - 2019年、町田早希、エミ）
- 僕のヒーローアカデミア（2018年 - 2024年、波動ねじれ） - 5シリーズ

2019年
- スター☆トゥインクルプリキュア（2019年 - 2020年、天宮えれな / キュアソレイユ）
- ソウナンですか?（天谷睦）
- アサシンズプライド（キーラ＝エスパーダ）
- 私、能力は平均値でって言ったよね!（モニカ）

2020年
- アイカツオンパレード!（北大路さくら）
- かくしごと（墨田羅砂、ナレーション）
- 本好きの下剋上 司書になるためには手段を選んでいられません（2020年 - 2022年、ヴィルマ） - 2シリーズ
- アルテ（ダーチャ）
- 魔法科高校の劣等生（2020年 - 2024年、桜井水波） - 2シリーズ + スペシャル

2021年
- ドラゴンクエスト ダイの大冒険 (2020)（2021年 - 2022年、マリン）
- EX-ARM エクスアーム（葉山翠里）
- 妖怪学園Y 〜Nとの遭遇〜（にんぎょ、ざしきわらし）
- EDENS ZERO（2021年 - 2023年、ウィッチ・リグレット） - 2シリーズ
- 白い砂のアクアトープ（真栄田朱里）
- でーじミーツガール（比嘉舞星）

2022年
- スローループ（吉永虎）
- オリエント（猿渡みちる） - 2シリーズ
- RPG不動産（琴音の母）
- ニンジャラ（ジミー）
- 虫かぶり姫（シルヴィア・スレイド）
- アークナイツ（2022年 - 2025年、ホシグマ） - 3シリーズ

2023年
- 英雄王、武を極めるため転生す 〜そして、世界最強の見習い騎士♀〜（ミリエラ）

2024年
- シャングリラ・フロンティア（エルク）
- 即死チートが最強すぎて、異世界のやつらがまるで相手にならないんですが。（エウフェミア、二宮諒子）
- ひみつのアイプリ（2024年 - 2025年、野乃瀬パトリシア、フェザーグランプリコーデ） - 2シリーズ
- バーテンダー 神のグラス（橘千歳）
- マーダーミステリー・オブ・ザ・デッド（児玉夕）

2025年
- 花は咲く、修羅の如く（整井良子）
- 想星のアクエリオン Myth of Emotions（ムナカタ キョウコ）
- Sランクモンスターの《ベヒーモス》だけど、猫と間違われてエルフ娘の騎士として暮らしてます（ケニー）
- ボールパークでつかまえて!（なぎさ）
- ある魔女が死ぬまで（マリー）
- 白豚貴族ですが前世の記憶が生えたのでひよこな弟育てます（マリア・クロウ）

### 劇場アニメ
2011年
- キズナ一撃（轟キズナ）

2012年
- マジック・ツリーハウス（クラスメイト）
- 映画 かいけつゾロリ だ・だ・だ・だいぼうけん!（マミ）

2013年
- それいけ!アンパンマン とばせ! 希望のハンカチ（子供）
- それいけ!アンパンマン みんなでてあそび アンパンマンといたずらオバケ（どろろん）

2014年
- Wake Up, Girls!シリーズ（2014年 - 2015年、小早川ティナ） - 3作品
- 映画 妖怪ウォッチ 誕生の秘密だニャン!（にんぎょ、ざしきわらし）
- アイカツ！シリーズ（2014年 - 2023年、北大路さくら） - 3作品
- それいけ!アンパンマン りんごぼうやとみんなの願い（アップルランドの住人）
- モーレツ宇宙海賊 ABYSS OF HYPERSPACE -亜空の深淵-（アスタ・アルハンコ）

2015年
- 映画 妖怪ウォッチ エンマ大王と5つの物語だニャン!（コマさぶろう）
- Fw:ハマトラ（コネコ）

2016年
- 映画 妖怪ウォッチ 空飛ぶクジラとダブル世界の大冒険だニャン!（ゆっきーニャ）

2017年
- 映画 妖怪ウォッチ シャドウサイド 鬼王の復活（町田早希）

2018年
- 劇場版マクロスΔ 激情のワルキューレ（カナメ・バッカニア）

2019年
- 映画 プリキュアミラクルユニバース（天宮えれな / キュアソレイユ）
- 映画 スター☆トゥインクルプリキュア 星のうたに想いをこめて（天宮えれな / キュアソレイユ）
- 冴えない彼女の育てかた Fine（加藤恵）

2020年
- 映画 プリキュアミラクルリープ みんなとの不思議な1日（天宮えれな / キュアソレイユ）
- モンスターストライク THE MOVIE ルシファー 絶望の夜明け（ラファエル）

2021年
- ARIA The CREPUSCOLO（アレッタ・パーチェ）
- 劇場編集版 かくしごと -ひめごとはなんですか-（墨田羅砂）
- 劇場版マクロスΔ 絶対LIVE!!!!!!（カナメ・バッカニア、闇カナメ）
- 映画 妖怪ウォッチ♪ ケータとオレっちの出会い編だニャン♪ワ、ワタクシも〜♪♪（エミちゃん）

2023年
- ブラッククローバー 魔法帝の剣（チャーミー・パピットソン）

### OVA
- マギ シンドバッドの冒険（2014年、少女）
- エスカクロン（2017年、クロン[103]）
- ブラッククローバー オール魔法騎士感謝祭（2018年、チャーミー・パピットソン） - ジャンプスペシャルアニメフェスタ2018上映作品

### Webアニメ
2012年
- ポケモン不思議のダンジョン マグナゲートと∞迷宮 紹介SPムービー（マリルリ）

2016年
- 妖怪お国自慢（提灯小僧）

2017年
- モンスターストライク（ラファエル）
- モンソニ! ダルタニャンのアイドル宣言（ラファエル）
- アイドルマスター シンデレラガールズ劇場（2017年 - 2020年、木村夏樹） - 2シリーズ

2019年
- むぎゅっと！ブラッククローバー（チャーミー、国民、女性）

### ゲーム
2012年
- アイカツ! シンデレラレッスン（北大路さくら）

2013年
- アイカツ! 2人のmy princess（北大路さくら）
- 箱庭のフォルクローレ（ましらのシオウ）
- 妖怪ウォッチ（エミちゃん）

2014年
- アイカツ! 365日のアイドルデイズ（北大路さくら）
- Wake Up, Girls! ステージの天使（小早川ティナ）
- ハイスクールD×D NEW FIGHT（巡巴柄）
- ハマトラ Look at Smoking World（コネコ）
- 妖怪ウォッチ2 元祖/本家/真打（エミ、つらがわり、かたづ家来、獅子まる、えんらえんら、のっぺら坊、うらや飯、ざしきわらし、まてんし、からみぞん、にんぎょ 他）
- ようこそ!ファミーユへ（桃原アキ）

2015年
- アイカツ! My No.1 Stage!（北大路さくら）
- アイドルマスターシリーズ（2015年 - 2024年、木村夏樹） - 3作品
- 冴えない彼女の育てかた -blessing flowers-（加藤恵）
- シュヴァルツェスマーケン 紅血の紋章（グレーテル・イェッケルン）
- 神撃のバハムート（木村夏樹、パスカル）
- ゆるかみ!（織姫ゆう）
- 妖怪ウォッチバスターズ 赤猫団/白犬隊（ざしきわらし、ざしきわら神、にんぎょ、八百比丘尼、イザナミ 他）
- 妖怪ウォッチ ぷにぷに

2016年
- アイカツ! フォトonステージ!!（北大路さくら）
- クイズRPG 魔法使いと黒猫のウィズ（ラト・ファルネーゼ）
- グランブルーファンタジー（2016年 - 2024年、パメラ、カーサ）
- 白猫プロジェクト（カガリ、リルテット・ミッケ）
- マクロスΔスクランブル（カナメ・バッカニア）
- シュヴァルツェスマーケン 殉教者たち（グレーテル・イェッケルン）
- 魔法科高校の劣等生 LOST ZERO（桜井水波)
- ワールドクロスサーガ_-時と少女と鏡の扉-（ジブリール）
- 妖怪三国志
- 妖怪ウォッチ3 スシ/テンプラ/スキヤキ（サキちゃん、かえりタイ、ゴジダツ爺、コンたん、シラ切りスズメ、ナンスカンク、寝コロンブス、布袋尊、リク、ショーン 他）

2017年
- アンジュ・ヴィエルジュ 〜ガールズバトル〜（カナメ・バッカニア）
- ららマジ（阿達悠花）
- 歌マクロス スマホDeカルチャー（2017年 - 2021年、カナメ・バッカニア）
- 妖怪ウォッチバスターズ2 秘宝伝説バンバラヤー ソード/マグナム（かてんし、ナーガラージャ 他）

2018年
- 妖怪三国志 国盗りウォーズ
- SHOW BY ROCK!!（2018年 - 2019年、ウエンディ）
- ブレイブソード×ブレイズソウル（エレ・マトラ、ハイドランジア）
- ウチの姫さまがいちばんカワイイ（憧魔姫 直子）
- サファイア・スフィア〜蒼き境界〜（ユウナ）
- ブラッククローバー カルテットナイツ（チャーミー・パピットソン）
- きららファンタジア（久米川牡丹）

2019年
- 47 HEROINES（弘前六花）
- プリキュア つながるぱずるん（天宮えれな / キュアソレイユ）
- アズールレーン（2019年 - 2024年、吾妻、フリードリヒ・カール） - 2作品
- 妖怪ウォッチ4 ぼくらは同じ空を見上げている / 4++（サキちゃん、コンたん、えんらえんら 他）
- モンスターストライク（2019年 - 2023年、Angely Diva〈ラファエル〉）
- 妖怪ウォッチ1 for Nintendo Switch（エミちゃん）
- revisions next stage（星野祥子）
- 蒼藍の誓い ブルーオース（祥鳳、レパルス）
- ブラウンダスト（エリシス ）
- WAR OF THE VISIONS ファイナルファンタジー ブレイブエクスヴィアス 幻影戦争（ラマダ）

2020年
- アークナイツ（ホシグマ）
- 僕のヒーローアカデミア One's Justice 2（波動ねじれ）
- ガールフレンド（仮）（2020年 - 2024年、奈木野さくら）
- ファンタジア・リビルド（加藤恵）

2021年
- 有翼のフロイライン Wing of Darkness（クラーラ・エルンスト）
- 世界革命RPG ロードオブヒーローズ（バレッタ）
- ガールズコントラクト（ユウナ）
- 妖怪ウォッチ1 スマホ（エミちゃん）
- 僕のヒーローアカデミア ULTRA IMPACT（波動ねじれ）
- 共闘ことばRPG コトダマン（カナメ・バッカニア）
- カウンターサイド（レナ・マッケンジー）

2022年
- 聖剣伝説 ECHOES of MANA（シエラ）
- 無期迷途（ラビリンス）

2023年
- インフィニティ ストラッシュ ドラゴンクエスト ダイの大冒険（マリン）

2024年
- 勝利の女神:NIKKE（エード）
- マクロス -Shooting Insight-（カナメ・バッカニア）
- モンソニ!（ラファエル）
- ゴーヘルゴー つきおとしてこ（MEzz）
- ドラゴンクエストIII そして伝説へ…（HD-2D版）（ルビス）

### ドラマCD
- 冴えない彼女の育てかた キャラクターイメージソング 澤村・スペンサー・英梨々 / 霞ヶ丘詩羽（2014年、加藤恵）
- NO.6（2014年、沙布[151]）※コミックス第9巻ドラマCD付き特装版
- TVアニメ/データカードダス『アイカツ!』&『アイカツスターズ!』スペシャルドラマCD（2018年、北大路さくら）
- 理想のヒモ生活（2019年、レテ[152]）※小説第12巻ドラマCD付き限定特装版
- デスマーチからはじまる異世界狂想曲（2020年、ナナ[153]） ※小説第19巻ドラマCD付き特装版

### 吹き替え

#### アニメ
- サーフズ・アップ2（2017年、ラニ・アリーカイ）
- リメンバー・ミー（2018年、修道女[154]）
- 幸福路のチー（2019年、チー[155]）

#### 映画
- チェリー（2021年）
- モキシー 〜私たちのムーブメント〜（2021年、ケイトリン〈サブリナ・ハスケット〉）

### ラジオ番組
※はインターネット配信。
- 冴えないラジオの育てかた（2014年 - 2015年、音泉※）[156]
- 冴えないラジオの育てかたAgain（2015年 - 2017年、音泉※）[157]
- D-world Project.R（2016年、音泉※）[158]
- あんハピ♪しあわせラジオ（2016年、音泉※）[159]
- 冴えないラジオの育てかた♭（2017年 - 2018年、音泉※）
- ラジオ「異世界食堂」（2017年、音泉※）[160]
- ふわふわな話をしようかな、どうしよっかな。（2018年 - 2019年、FMヨコハマ）[161]
- 超!A&G+マンスリースペシャル 安野希世乃のきよなび（2020年、超!A&G+※）[162]
- 安野希世乃のきよなび!（2020年 - 2023年、超!A&G+※）[163]

### ラジオCD
- ディストピアラジオ NO.6（2012年）ゲスト
- ラジオCD 冴えないラジオの育てかた Vol.1 - 2（2015年）
- ラジオCD 冴えないラジオの育てかた Again（2017年）

### テレビ番組
※はインターネット配信。
- 安野希世乃 1stミニアルバム「涙。」発売記念特番（2017年、ニコニコ生放送声優グランプリチャンネル※）[164]
- アニ☆ステ（2018年、日本テレビ）
- スナック希世乃（2020年 - 、SHOWROOMプレミアムライブ※）[165]
- それいけ!カラすな部（2023年 - 、BS日テレ）[166]
- 初耳怪談 （2023年、テレビ大阪）ゲスト
- SHIBUYA ANIME BASE（2024年、ABEMA）代打アシスタントMC

### 映像商品
- THE IDOLM@STER CINDERELLA GIRLS 3rdLIVE シンデレラの舞踏会 -Power of Smile- Blu-ray Day2（2016年）[167]

### 舞台
- ノブナガ・ザ・フール - アサヒ 役
  - 「act.1〜乱の胎動〜」（2013年12月8日、New Pier Hall）
  - 「act.3〜乱の胎動〜」[168]（2014年7月20日、有明コロシアム）
- 声の優れた俳優によるドラマリーディング
  - 日本文学名作選 第七弾「三つの愛と、殺人-芥川、太宰、安吾-」（2018年10月14日、紀伊国屋サザンシアター）
  - 海外文学名作選 第一弾「ハムレット」（2019年2月3日、紀伊国屋サザンシアター）
- スター☆トゥインクルプリキュア ドリームステージ（2019年、天宮えれな / キュアソレイユ〈声の出演〉）
- 朗読劇 声のプロフェッショナルが奏でる日本文学「吾輩は猫である-はじまりの漱石-」（2020年10月29日、紀伊国屋サザンシアター） - 猫 役
- 朗読劇 私の頭の中の消しゴム 12th Letter（2021年5月1日） - 薫 役
- 朗読×生演奏「うたかたの」（2023年3月31日、こくみん共済coopホール／スペース・ゼロ）
- 朗読劇『ドリアン・グレイの肖像』(2023年5月5日、TOKYO FM HALL）
- 朗読劇「魔法少女育成計画」 ‐ スノーホワイト育成計画[169]（2023年10月14,15日）‐ ピティ・フレデリカ 役
- 朗読劇「世界から猫が消えたなら」[170]（2023年12月16日）‐ 猫（キャベツ）役
- LIAR GAME murder mystery「爆発廃工場 〜犯人の挑戦状〜」「首切りホテル 〜最後の夜宴〜」（2024年6月15日、飛行船シアター）[171]
- 朗読劇舞台「永久保貴一の極めて怖い話 2024」（2024年8月10日、浅草花劇場）[172]
- 江戸川乱歩 名作朗読劇「少年探偵団」（2024年9月8日、紀伊國屋サザンシアター TAKASHIMAYA） - 明智文代 役 他[173][174]
- SF空想科学朗読劇「宇宙戦争」(2025年1月11日、I'M A SHOW）[175]

### デジタルコミック
- Beeマンガ 今日からヒットマン ムービーコミック（2014年、稲葉美沙子）
- マンガアニメ「かくしごと」（2020年、墨田羅砂、ナレーション）

### ASMR
- 思い出シリーズ
  - ASMRお姉ちゃんとの思い出～紅に染まるかえでの想い～（2020年、宮嶋かえで[176]）
  - ASMRお姉ちゃんとの思い出～ふたりきりで過ごすラブラブタイム～（2023年、宮嶋かえで[177]）
- モフられのお稲荷様 五十鈴編（2021年、五十鈴）
- 癒やし満点彼女の甘やかし看病ASMR 〜天然おっとり保育士優衣にたっぷりお世話される2日間〜（2022年、西宮優衣）
- うなずき彼女～今日もやっぱり、お泊まりじかん～（2022年、倉敷茉里奈）
- 保健室のお姉さん先生とイチャイチャ健康診断（2022年、綾瀬唯）
- おしごとねいろ ～小料理屋編～（2023年、坂井雛菊）
- いえカノ～しとやかな後輩系JK彼女に癒される一日～（2023年、春氷川杏珠）

### その他コンテンツ
- 異世界で孤児院を開いたけど、なぜか誰一人巣立とうとしない件 オーディオドラマ（リュシア[178]）
- ニトリ TVCM こども新生活「ぼくの場所」篇（2018年12月、ナレーション）
- バナナマンのドライブスリー（2019年7月16日、テレビ朝日、ナレーション）
- 宮城県涌谷町天平ろまん館[179]（2020年、館内ナレーション）
- かまいガチ（2021年10月8日、テレビ朝日、ナレーション）
- 雫シークレットマインド「A Song Without A Songstress」MV（2022年3月20日、ウエンディの声）
- 無駄に幸せになるのをやめて、こたつでアイス食べます オーディオブック（2022年、朗読[180]）
- 株式会社チップマン（2022年、企業ナレーション）
- NHK仙台 震災ラジオドキュメンタリー（2024年3月11日、「再起の音色」番組ナレーション）
- NHK アニ×パラワールド（2024年3月、ナレーション）

## ディスコグラフィ

### シングル
|            | 発売日         | タイトル            | 規格品番                                    | 規格品番                                    | オリコン 最高位 |
| 初回限定盤 | 発売日         | タイトル            | 通常盤                                      |                                             | オリコン 最高位 |
| ---------- | -------------- | ------------------- | ------------------------------------------- | ------------------------------------------- | --------------- |
| 1st        | 2018年4月25日  | ロケットビート      |                                             | VTCL-35274                                  | 14位            |
| 2nd        | 2020年4月29日  | 晴れ模様            | VTZL-172                                    | VTCL-35314                                  | 11位            |
| 3rd        | 2021年3月3日   | フェリチータ/echoes | VTCL-35325（ARIA盤） VTCL-35326（KIYONO盤） | VTCL-35325（ARIA盤） VTCL-35326（KIYONO盤） | 12位            |
| 4th        | 2021年10月20日 | おんなじキモチ。    | VTZL-187                                    | VTCL-35334                                  | 14位            |

### 配信楽曲
|     | 配信開始日    | タイトル |
| --- | ------------- | -------- |
| 1st | 2024年3月21日 | Re:fresh |

### アルバム
|             | 発売日        | タイトル        | 規格品番    | 規格品番 | 規格品番   |
| 初回限定盤A | 発売日        | タイトル        | 初回限定盤B | 通常盤   |            |
| ----------- | ------------- | --------------- | ----------- | -------- | ---------- |
| 1st         | 2022年7月27日 | A PIECE OF CAKE | VTZL-210    | VTZL-211 | VTCL-60563 |

### ミニアルバム
|            | 発売日        | タイトル   | 規格品番                      | 規格品番   | オリコン 最高位 |
| 初回限定盤 | 発売日        | タイトル   | 通常盤                        |            | オリコン 最高位 |
| ---------- | ------------- | ---------- | ----------------------------- | ---------- | --------------- |
| 1st        | 2017年7月26日 | 涙。       | VTZL-127                      | VTCL-60451 | 16位            |
| 2nd        | 2018年11月7日 | 笑顔。     | VTZL-148                      | VICL-60476 | 16位            |
| 3rd        | 2019年9月4日  | おかえり。 | VTZL-160 (A) VTCL-60502/3 (B) | VTCL-60504 | 14位            |

### 映像作品
|                | 発売日        | タイトル                                                                        | 規格品番 | 規格品番 |
| 完全生産限定盤 | 発売日        | タイトル                                                                        | 通常版   |          |
| -------------- | ------------- | ------------------------------------------------------------------------------- | -------- | -------- |
| 1st            | 2023年7月26日 | 5th Anniversary Live Tour 2023～It's A PIECE OF CAKE!～ at 中野サンプラザホール | FLDZM-4  | VTXL-49  |

### タイアップ曲
| 曲名             | タイアップ                                                              | 時期   |
| ---------------- | ----------------------------------------------------------------------- | ------ |
| ちいさなひとつぶ | テレビアニメ『異世界食堂』エンディングテーマ                            | 2017年 |
| 戸惑いトレイン   | OVA『エスカクロン』第2話挿入歌                                          | 2017年 |
| ロケットビート   | テレビアニメ『カードキャプターさくら クリアカード編』オープニングテーマ | 2018年 |
| 生きる           | テレビアニメ『ソウナンですか？』エンディングテーマ                      | 2019年 |
| 晴れ模様         | テレビアニメ『アルテ』エンディングテーマ                                | 2020年 |
| フェリチータ     | 劇場アニメ『ARIA The CREPUSCOLO』オープニングテーマ                     | 2021年 |
| echoes           | 劇場アニメ『ARIA The CREPUSCOLO』エンディングテーマ                     | 2021年 |
| おんなじキモチ。 | テレビアニメ『異世界食堂2』オープニングテーマ                           | 2021年 |

### キャラクターソング
| 発売日   | 商品名                                                                                                 | 歌 | 楽曲                                                            | 備考                                                                          |
| 2012年   | 2012年                                                                                                 | 2012年 | 2012年                                                          | 2012年                                                                        |
| -------- | --- | --- | --------------------------------------------------------------- | ----------------------------------------------------------------------------- |
| 2月22日  | UN-GO ORIGINAL SOUNDTRACK                                                                              | 夜長姫3+1 | 「ヴァルハラ処女が丘」 「Beautiful dreamer」                    | テレビアニメ『UN-GO』挿入歌                                                   |
| 2014年   | | |                                                                 |                                                                               |
| 3月26日  | リトル・チャレンジャー                                                                                 | I-1club | 「シャツとブラウス」                                            | 劇場アニメ『Wake Up, Girls! 七人のアイドル』挿入歌                            |
| 3月28日  | Wake Up, Girls! BD第1巻特典CD                                                                          | 小早川ティナ（安野希世乃） from I-1club | 「DATTE」                                                       | テレビアニメ『Wake Up, Girls!』挿入歌                                         |
| 4月23日  | 極上スマイル                                                                                           | I-1club | 「極上スマイル」 「ジェラ」                                     | テレビアニメ『Wake Up, Girls!』挿入歌                                         |
| 12月3日  | 冴えない彼女の育てかた キャラクターイメージソング 加藤恵                                               | 加藤恵（安野希世乃） | 「M♭」 「LOVE iLLUSiON」                                        | テレビアニメ『冴えない彼女の育てかた』関連曲                                  |
| 2015年   | | |                                                                 |                                                                               |
| 3月4日   | 冴えない彼女の育てかた BD・DVD 第1巻 限定版特典CD                                                      | 澤村・スペンサー・英梨々（大西沙織）、霞ヶ丘詩羽（茅野愛衣）、加藤恵（安野希世乃） | 「LOVE iLLUSiON」                                               | テレビアニメ『冴えない彼女の育てかた』関連曲                                  |
| 5月13日  | 冴えない彼女の育てかた BD・DVD 第3巻 限定版特典CD                                                      | 加藤恵（安野希世乃） | 「Leaf ticket」                                                 | テレビアニメ『冴えない彼女の育てかた』関連曲                                  |
| 9月30日  | THE IDOLM@STER CINDERELLA GIRLS ANIMATION PROJECT 2nd Season 03                                        | * (Asterisk) with なつなな | 「Wonder goes on!!」                                            | テレビアニメ『アイドルマスター シンデレラガールズ』エンディングテーマ         |
| 9月30日  | THE IDOLM@STER CINDERELLA GIRLS ANIMATION PROJECT 2nd Season 03                                        | 木村夏樹（安野希世乃） | 「Rockin' Emotion」                                             | テレビアニメ『アイドルマスター シンデレラガールズ』挿入歌                     |
| 11月11日 | 運命の女神                                                                                             | I-1club Team M | 「運命の女神」 「リトルチャレンジャー 2015」                    | 劇場アニメ『Wake Up, Girls! 青春の影』関連曲                                  |
| 2016年   | | |                                                                 |                                                                               |
| 1月13日  | レザレクション/止まらない未来                                                                          | I-1club | 「止まらない未来」                                              | 劇場アニメ『Wake Up, Girls! Beyond the Bottom』挿入歌                         |
| 3月30日  | THE IDOLM@STER CINDERELLA GIRLS ANIMATION PROJECT ORIGINAL SOUNDTRACK                                  | 双葉杏（五十嵐裕美）、三村かな子（大坪由佳）、城ヶ崎莉嘉（山本希望）、神崎蘭子（内田真礼）、前川みく（高森奈津美）、諸星きらり（松嵜麗）、多田李衣菜（青木瑠璃子）、赤城みりあ（黒沢ともよ）、新田美波（洲崎綾）、緒方智絵里（大空直美）、安部菜々（三宅麻理恵）、木村夏樹（安野希世乃）、白坂小梅（桜咲千依） | 「GOIN'!!!」                                                    | テレビアニメ『アイドルマスター シンデレラガールズ』挿入歌                     |
| 5月18日  | 『うしおととら』キャラクターソングス                                                                   | 井上真由子（安野希世乃）、とら（小山力也） | 「私のナイト」                                                  | テレビアニメ『うしおととら』関連曲                                            |
| 5月25日  | PUNCH☆MIND☆HAPPINESS                                                                                   | Happy Clover | 「PUNCH☆MIND☆HAPPINESS」                                        | テレビアニメ『あんハピ♪』オープニングテーマ                                   |
| 5月25日  | PUNCH☆MIND☆HAPPINESS                                                                                   | Happy Clover | 「わいわいお天気ロード」                                        | テレビアニメ『あんハピ♪』挿入歌                                               |
| 5月25日  | 明日でいいから                                                                                         | Happy Clover | 「明日でいいから」                                              | テレビアニメ『あんハピ♪』エンディングテーマ                                   |
| 5月25日  | 明日でいいから                                                                                         | Happy Clover | 「願いは負けない星だから」                                      | テレビアニメ『あんハピ♪』挿入歌                                               |
| 6月29日  | あんハピ♪ キャラクターソングシリーズ2 ぼたん&チモシー                                                  | 久米川牡丹（安野希世乃） | 「サプリナル」                                                  | テレビアニメ『あんハピ♪』関連曲                                               |
| 7月20日  | あんハピ♪キャラクターソングシリーズ4 はなこ&ヒバリ&ぼたん                                              | はなこ（花守ゆみり）、ヒバリ（白石晴香）、ぼたん（安野希世乃） | 「とりぷるトラブル」 「春夏秋冬ハッピーデイズ♪」                | テレビアニメ『あんハピ♪』関連曲                                               |
| 8月10日  | あんハピ♪ユニットソング1 はなこ&ぼたん&レン                                                            | はなこ（花守ゆみり）、ぼたん（安野希世乃）、レン（吉岡茉祐） | 「Go!業！スクールライフ☆」 「ぼんやり漂流譚」                   | テレビアニメ『あんハピ♪』関連曲                                               |
| 8月31日  | THE IDOLM@STER CINDERELLA GIRLS STARLIGHT MASTER 05 純情Midnight伝説                                   | 向井拓海（原優子）、藤本里奈（金子真由美）、松永涼（千菅春香）、大和亜季（村中知）、木村夏樹（安野希世乃） | 「純情Midnight伝説（M@STER VERSION）」                          | ゲーム『アイドルマスター シンデレラガールズ スターライトステージ』関連曲      |
| 9月7日   | Happening Lucky Rhapsody                                                                               | Happy Clover | 「Happening Lucky Rhapsody」 「帰りみち」                       | テレビアニメ『あんハピ♪』関連曲                                               |
| 2017年   | | |                                                                 |                                                                               |
| 4月19日  | THE IDOLM@STER CINDERELLA GIRLS STARLIGHT MASTER 10 Jet to the Future                                  | 多田李衣菜（青木瑠璃子）、木村夏樹（安野希世乃） | 「Jet to the Future（M@STER VERSION）」                         | ゲーム『アイドルマスター シンデレラガールズ スターライトステージ』関連曲      |
| 5月13日  | THE IDOLM@STER CINDERELLA GIRLS 5thLIVE TOUR Serendipity Parade!!! 宮城・石川・大阪 会場オリジナルCD   | 木村夏樹（安野希世乃） | 「純情Midnight伝説（M@STER VERSION）」                          | ゲーム『アイドルマスター シンデレラガールズ スターライトステージ』関連曲      |
| 6月28日  | 冴えない彼女の育てかた Character Song Collection                                                       | 加藤恵（安野希世乃） | 「ETERNAL♭」 「GLISTENING♭」                                    | テレビアニメ『冴えない彼女の育てかた♭』挿入歌                                 |
| 7月26日  | 冴えない彼女の育てかた♭ BD・DVD 第1巻 限定版特典CD                                                     | 加藤恵（安野希世乃）、澤村・スペンサー・英梨々（大西沙織）、霞ヶ丘詩羽（茅野愛衣）、氷堂美智留（矢作紗友里）、波島出海（赤﨑千夏） | 「檄！帝国華撃団」                                              | テレビアニメ『冴えない彼女の育てかた♭』関連曲                                 |
| 10月18日 | THE IDOLM@STER CINDERELLA GIRLS MASTER SEASONS AUTUMN!                                                 | 木村夏樹（安野希世乃）、浜口あやめ（田澤茉純）、日野茜（赤﨑千夏） | 「空想探査計画」                                                | ゲーム『アイドルマスター シンデレラガールズ』関連曲                           |
| 2018年   | | |                                                                 |                                                                               |
| 1月31日  | 冴えない彼女の育てかた♭ BD・DVD 第6巻 限定版特典CD                                                     | 加藤恵（安野希世乃） | 「季節を抱きしめて」                                            | テレビアニメ『冴えない彼女の育てかた♭』関連曲                                 |
| 1月31日  | 君とプログレス/Jewelry Wonderland                                                                      | I-1club | 「君とプログレス」 「Jewelry Wonderland」                       | テレビアニメ『Wake Up, Girls! 新章』挿入歌                                    |
| 8月31日  | - | 木村夏樹（安野希世乃） | 「お願い！シンデレラ」                                          | ゲーム『アイドルマスター シンデレラガールズ スターライトステージ』関連曲      |
| 9月8日   | THE IDOLM@STER CINDERELLA GIRLS SS3A Live Sound Booth♪ 会場オリジナルCD                                | 木村夏樹（安野希世乃） | 「Jet to the Future（M@STER VERSION）」                         | ゲーム『アイドルマスター シンデレラガールズ スターライトステージ』関連曲      |
| 10月10日 | THE IDOLM@STER CINDERELLA GIRLS LITTLE STARS! さよならアロハ                                           | 木村夏樹（安野希世乃）、十時愛梨（原田ひとみ）、中野有香（下地紫野）、藤本里奈（金子真由美）、宮本フレデリカ（髙野麻美） | 「さよならアロハ」                                              | テレビアニメ『アイドルマスター シンデレラガールズ劇場』エンディングテーマ     |
| 10月10日 | THE IDOLM@STER CINDERELLA GIRLS LITTLE STARS! さよならアロハ                                           | 木村夏樹（安野希世乃） | 「さよならアロハ」                                              | テレビアニメ『アイドルマスター シンデレラガールズ劇場』関連曲                 |
| 11月30日 | THE IDOLM@STER CINDERELLA GIRLS 6thLIVE MERRY-GO-ROUNDOME!!! MASTER SEASONS AUTUMN! SOLO REMIX         | 木村夏樹（安野希世乃） | 「空想探査計画」                                                | ゲーム『アイドルマスター シンデレラガールズ』関連曲                           |
| 2019年   | | |                                                                 |                                                                               |
| 3月13日  | 映画プリキュアミラクルユニバース オリジナル・サウンドトラック                                          | キュアスター（成瀬瑛美）、キュアミルキー（小原好美）、キュアソレイユ（安野希世乃）、キュアセレーネ（小松未可子） | 「スターカラーペンダント！カラーチャージ！」                    | テレビアニメ『スター☆トゥインクルプリキュア』劇中歌                           |
| 5月29日  | スター☆トゥインクルプリキュア オリジナル・サウンドトラック1 プリキュア・トゥインクル・サウンド!!       | キュアソレイユ（安野希世乃） | 「スターカラーペンダント！カラーチャージ！」                    | テレビアニメ『スター☆トゥインクルプリキュア』劇中歌                           |
| 7月17日  | THE IDOLM@STER CINDERELLA GIRLS STARLIGHT MASTER 30 ガールズ・イン・ザ・フロンティア                   | 渋谷凛（福原綾香）、早坂美玲（朝井彩加）、木村夏樹（安野希世乃）、小日向美穂（津田美波）、塩見周子（ルゥティン） | 「ガールズ・イン・ザ・フロンティア（M@STER VERSION）」          | ゲーム『アイドルマスター シンデレラガールズ スターライトステージ』関連曲      |
| 8月21日  | スター☆トゥインクルプリキュア イメージソングファイル                                                   | キュアスター（成瀬瑛美）、キュアミルキー（小原好美）、キュアソレイユ（安野希世乃）、キュアセレーネ（小松未可子）、キュアコスモ（上坂すみれ） | 「キラリ☆彡スター☆トゥインクルプリキュア（5 PRECURE Ver.）」    | テレビアニメ『スター☆トゥインクルプリキュア』関連曲                           |
| 8月21日  | スター☆トゥインクルプリキュア イメージソングファイル                                                   | 天宮えれな（安野希世乃） | 「キミのソンリッサ」                                            | テレビアニメ『スター☆トゥインクルプリキュア』関連曲                           |
| 9月4日   | ココハドコ                                                                                             | あほむし | 「ココハドコ」                                                  | テレビアニメ『ソウナンですか？』オープニングテーマ                            |
| 9月4日   | ココハドコ                                                                                             | あほむし | 「かんたん！はじめてのソウナンマニュアル」                      | テレビアニメ『ソウナンですか？』関連曲                                        |
| 9月25日  | 冴えない彼女の育てかた ギャルゲーカバーソングコレクション                                              | 加藤恵（安野希世乃） | 「ダ・カーポ 〜第2ボタンの誓い〜」 「小さなてのひら」           | テレビアニメ『冴えない彼女の育てかた』関連曲                                  |
| 10月16日 | Twinkle Stars                                                                                          | キュアスター（成瀬瑛美）、キュアミルキー（小原好美）、キュアソレイユ（安野希世乃）、キュアセレーネ（小松未可子）、キュアコスモ（上坂すみれ） | 「Twinkle Stars」                                               | 劇場アニメ『映画 スター☆トゥインクルプリキュア 星のうたに想いをこめて』劇中歌 |
| 10月26日 | 冴えない彼女の育てかた Fine パンフレット豪華版 特典CD                                                  | 加藤恵（安野希世乃） | 「ULTIMATE♭」                                                   | 劇場アニメ『冴えない彼女の育てかた Fine』挿入歌                               |
| 2020年   | | |                                                                 |                                                                               |
| 3月18日  | THE IDOLM@STER CINDERELLA GIRLS STARLIGHT MASTER 37 Needle Light                                       | 多田李衣菜（青木瑠璃子）、木村夏樹（安野希世乃） | 「タッタ」                                                      | ゲーム『アイドルマスター シンデレラガールズ スターライトステージ』関連曲      |
| 5月19日  | MERMAID LIVE ハイドラ-30楽曲全集                                                                       | カナサ（安野希世乃） | 「ふわふわPoppin' dream」                                       | パチスロ『沖スロ』関連曲                                                      |
| 5月19日  | MERMAID LIVE ハイドラ-30楽曲全集                                                                       | イハナ（茅原実里）、カナサ（安野希世乃）、イジ（徳井青空）、アビヤ（若井友希）、グテ（Daisy×Daisy）、ノーガ（遠藤瑠香）、ザン（栗生みな）、カーギ（持田千妃来） | 「約束の詩」                                                    | パチスロ『沖スロ』関連曲                                                      |
| 7月1日   | THE IDOLM@STER CINDERELLA MASTER 3chord for the Rock!                                                  | 黒埼ちとせ（佐倉薫）、松永涼（千菅春香）、木村夏樹（安野希世乃） | 「Driving My Way」                                              | ゲーム『アイドルマスター シンデレラガールズ』関連曲                           |
| 10月7日  | THE IDOLM@STER CINDERELLA GIRLS Live Broadcast 24magic 〜シンデレラたちの24時間生放送！〜 オリジナルCD | 木村夏樹（安野希世乃） | 「ガールズ・イン・ザ・フロンティア（M@STER VERSION）」          | ゲーム『アイドルマスター シンデレラガールズ スターライトステージ』関連曲      |
| 11月9日  | 【白猫プロジェクト】Going Star 〜輝けロッキンガールズ〜                                                | 全力乙女組 | 「Going Star」                                                  | ゲーム『白猫プロジェクト』関連曲                                              |
| 11月9日  | 【白猫プロジェクト】Going Star 〜輝けロッキンガールズ〜                                                | リルテット（安野希世乃） | 「Going Star（Rilltet ver.）」                                  | ゲーム『白猫プロジェクト』関連曲                                              |
| 2021年   | | |                                                                 |                                                                               |
| 2月25日  | 有翼のフロイライン Wing of Darkness 特別限定版付属オリジナルサウンドトラック                           | クラーラ・エルンスト（安野希世乃） | 「Eisen Flugel」                                                | ゲーム『有翼のフロイライン』オープニングテーマ                                |
| 3月17日  | THE IDOLM@STER CINDERELLA GIRLS STARLIGHT MASTER COLLABORATION! ハーモニクス                           | ジュリア（愛美）、最上静香（田所あずさ）、木村夏樹（安野希世乃）、多田李衣菜（青木瑠璃子） | 「ハーモニクス」 「Jet to the Future（M＠STER VERSION）」       | ゲーム『アイドルマスター シンデレラガールズ スターライトステージ』関連曲      |
| 3月17日  | THE IDOLM@STER CINDERELLA GIRLS STARLIGHT MASTER COLLABORATION! ハーモニクス                           | 木村夏樹（安野希世乃）、多田李衣菜（青木瑠璃子） | 「ハーモニクス」                                                | ゲーム『アイドルマスター シンデレラガールズ スターライトステージ』関連曲      |
| 9月22日  | 冴えない彼女の育てかた Fes. Fine 〜glory moment〜 特典CD                                               | 加藤恵（安野希世乃）、澤村・スペンサー・英梨々（大西沙織）、霞ヶ丘詩羽（茅野愛衣）、氷堂美智留（矢作紗友里）、波島出海（赤﨑千夏） | 「LOVE iLLUSiON #502 Ver.」                                     | テレビアニメ『冴えない彼女の育てかた』関連曲                                  |
| 10月20日 | 劇場版マクロスΔ 絶対LIVE!!!!!! オリジナルサウンドトラック                                              | Yami_Q_ray | 「Glow in the dark」 「Diva in Abyss」 「綺麗な花には毒がある」 | 劇場アニメ『劇場版マクロスΔ 絶対LIVE!!!!!!』挿入歌                            |
| 10月20日 | 劇場版マクロスΔ 絶対LIVE!!!!!! オリジナルサウンドトラック                                              | ハインツ（メロディー・チューバック）、Yami_Q_ray | 「Heinz vs.Yami_Q_ray」                                         | 劇場アニメ『劇場版マクロスΔ 絶対LIVE!!!!!!』挿入歌                            |
| 11月24日 | THE IDOLM@STER CINDERELLA MASTER EVERLASTING                                                           | 本田未央（原紗友里）、辻野あかり（梅澤めぐ）、双葉杏（五十嵐裕美）、木村夏樹（安野希世乃）、アナスタシア（上坂すみれ）、ナターリア（生田輝）、 橘ありす（佐藤亜美菜）、輿水幸子（竹達彩奈）、依田芳乃（高田憂希）、川島瑞樹（東山奈央）                                                                        | 「EVERLASTING（M@STER VERSION）」                               | ゲーム『アイドルマスター シンデレラガールズ』関連曲                           |
| 11月24日 | THE IDOLM@STER CINDERELLA MASTER EVERLASTING                                                           | 木村夏樹（安野希世乃） | 「EVERLASTING（M@STER VERSION）」                               | ゲーム『アイドルマスター シンデレラガールズ』関連曲                           |
| 2022年   | | |                                                                 |                                                                               |
| 3月16日  | 魔法科高校の劣等生 追憶編 特典CD                                                                       | 桜井水波（安野希世乃）、桜井穂波（遠藤綾） | 「波跡〜Mind Ripple〜」                                         | テレビアニメ『魔法科高校の劣等生 追憶編』関連曲                               |
| 5月25日  | THE IDOLM@STER CINDERELLA GIRLS STARLIGHT MASTER R/LOCK ON! 05 トロピカルガール                        | 辻野あかり（梅澤めぐ）、星輝子（松田颯水）、木村夏樹（安野希世乃）、小日向美穂（津田美波）、関裕美（会沢紗弥） | 「徒花ネクロマンシー」                                          | ゲーム『アイドルマスター シンデレラガールズ スターライトステージ』関連曲      |
| 10月26日 | オーバーロードIV 第1巻 BD・DVD特典CD                                                                   | ラナー（安野希世乃） | 「fallen」                                                      | テレビアニメ『オーバーロードIV』挿入歌                                        |
| 11月9日  | THE IDOLM@STER CINDERELLA GIRLS STARLIGHT MASTER R/LOCK ON! 10 まほうのまくら                          | 木村夏樹（安野希世乃） | 「Bullet Ride」                                                 | ゲーム『アイドルマスター シンデレラガールズ スターライトステージ』関連曲      |
| 2023年   | | |                                                                 |                                                                               |
| 11月22日 | THE IDOLM@STER CINDERELLA GIRLS STARLIGHT MASTER HEART TICKER! 01 無限L∞PだLOVE♡                       | 辻野あかり（梅澤めぐ）、佐久間まゆ（牧野由依）、多田李衣菜（青木瑠璃子）、神崎蘭子（内田真礼）、木村夏樹（安野希世乃）、二宮飛鳥（青木志貴）、ナターリア（生田輝）、黒埼ちとせ（佐倉薫） | 「無限L∞PだLOVE♡（M@STER VERSION）」                            | ゲーム『アイドルマスター シンデレラガールズ スターライトステージ』関連曲      |
| 11月22日 | THE IDOLM@STER CINDERELLA GIRLS STARLIGHT MASTER HEART TICKER! 01 無限L∞PだLOVE♡                       | 木村夏樹（安野希世乃） | 「無限L∞PだLOVE♡（M@STER VERSION）」                            | ゲーム『アイドルマスター シンデレラガールズ スターライトステージ』関連曲      |
| 2024年   | | |                                                                 |                                                                               |
| 5月15日  | THE IDOLM@STER CINDERELLA GIRLS STARLIGHT MASTER COLLABORATION! ジュビリー                             | 木村夏樹（安野希世乃） | 「ソワレ」                                                      | ゲーム『アイドルマスター シンデレラガールズ スターライトステージ』関連曲      |
| 11月27日 | 魔法科高校の劣等生 古都内乱編 1 特典CD                                                                 | 桜井水波（CV：安野希世乃）&九島光宣（CV：戸谷菊之介） | 「薄紅Heart Beat」                                              | テレビアニメ『魔法科高校の劣等生 古都内乱編』関連曲                           |

### その他参加楽曲
| 発売日         | 商品名                                    | 歌 | 楽曲                                              | 備考                                                |
| -------------- | ----------------------------------------- | --- | ------------------------------------------------- | --------------------------------------------------- |
| 2009年12月23日 | スタ☆リミ                                 | 安済知佳、目澤希世乃 | 「残酷な天使のテーゼ 〜STAR ANNIVERSARY REMIX〜」 |                                                     |
| 2010年7月7日   | SUPER J-EURO BEST MIX                     | Kiyono Mezawa | 「ブルーウォーター [Plum mix]」                   |                                                     |
| 2010年10月20日 | SUPER J-EURO BEST MIX -HYPER TUNE-        | Kiyono Mezawa | 「リフレクティア」                                |                                                     |
| 2011年10月26日 | TV ANIMATION NO.6 ORIGINAL SOUNDTRACK2    | 安野希世乃 | 「風のレクイエム -沙布-」                         | テレビアニメ『NO.6』挿入歌                          |
| 2015年1月14日  | #俺的ボカロ曲ロックカバー祭り Vol.3       | 安野希世乃 | 「スイートマジック」                              |                                                     |
| 2017年2月8日   | THE IDOLM@STER CINDERELLA MASTER EVERMORE | 大橋彩香、福原綾香、原紗友里、藍原ことみ、青木志貴、青木瑠璃子、飯田友子、五十嵐裕美、今井麻夏、上坂すみれ、内田真礼、桜咲千依、大空直美、大坪由佳、金子真由美、金子有希、木村珠莉、黒沢ともよ、佐藤亜美菜、下地紫野、洲崎綾、鈴木絵理、髙野麻美、高森奈津美、立花理香、種﨑敦美、千菅春香、東山奈央、長島光那、原優子、早見沙織、春瀬なつみ、渕上舞、牧野由依、松井恵理子、松嵜麗、三宅麻理恵、村中知、杜野まこ、安野希世乃、山下七海、山本希望、佳村はるか、ルゥティン、和氣あず未 | 「EVERMORE（4thLIVE MIX）」                       | ゲーム『アイドルマスター シンデレラガールズ』関連曲 |

## ライブ・イベント

### 単独イベント
| 出演日                | タイトル                                                                       | 会場                                                         |
| --------------------- | ------------------------------------------------------------------------------ | ------------------------------------------------------------ |
| 2017年11月11日        | 1st ソロLIVE「ねぇ、一緒に歌おう。そして、“泣け”！」                           | 全2公演：幕張国際研修センター シンポジウムホール（千葉県）   |
| 2018年7月29日         | 安野希世乃バースデーイベント2018                                               | 全2公演：恵比寿ザ・ガーデンホール（東京都）                  |
| 2018年12月8日         | 1st LIVEツアー2018「きっと、ふわふわとしてる。」                               | 恵比寿ザ・ガーデンホール（東京都）                           |
| 2018年12月15日        | 1st LIVEツアー2018「きっと、ふわふわとしてる。」                               | オリックス劇場（大阪府）                                     |
| 2018年12月22日        | 1st LIVEツアー2018「きっと、ふわふわとしてる。」                               | 舞浜アンフィシアター（千葉県）                               |
| 2019年4月13日         | 安野家。家族の団らんvol.1〜もち撒きだよ！全員集合！                            | 全2公演：Mt.RAINIER HALL SHIBUYA PLEASURE PLEASURE（東京都） |
| 2019年4月28日         | 安野家。家族の団らん ぐろーばるvol.1 in台湾                                    | 後台 BACKSTAGE CAFE（台北市）                                |
| 2019年5月5日          | 安野家。家族の団らんvol.1〜もち撒きだよ！全員集合！                            | 全2公演：Mt.RAINIER HALL SHIBUYA PLEASURE PLEASURE（東京都） |
| 2019年7月27日         | 安野希世乃バースデーイベント2019                                               | 全2公演：中野サンプラザ（東京都）                            |
| 2019年12月8日         | 2nd LIVEツアー2019「〇。」                                                     | 神奈川県立県民ホール（神奈川県）                             |
| 2019年12月15日        | 2nd LIVEツアー2019「〇。」                                                     | オリックス劇場（大阪府）                                     |
| 2019年12月21日        | 2nd LIVEツアー2019「〇。」                                                     | 舞浜アンフィシアター（千葉県）                               |
| 2021年3月6日          | 安野希世乃 Acoustic Live 2021 〜恋するWater colors〜                           | 全2公演：NHK大阪ホール（大阪府）                             |
| 2021年4月4日          | 安野希世乃 Acoustic Live 2021 〜恋するWater colors〜                           | 全2公演：昭和女子大学人見記念講堂（東京都）                  |
| 2021年7月24日（中止） | KIYONO YASUNO 10th Anniv. Billboard Live Tour 2021 〜Dear my Character Songs〜 | 全2公演：Billboard Live 大阪（大阪府）                       |
| 2021年8月1日          | KIYONO YASUNO 10th Anniv. Billboard Live Tour 2021 〜Dear my Character Songs〜 | 全2公演：Billboard Live 東京（東京都）                       |
| 2021年8月9日          | KIYONO YASUNO 10th Anniv. Billboard Live Tour 2021 〜Dear my Character Songs〜 | 全2公演：Billboard Live 横浜（神奈川県）                     |
| 2022年1月5日          | KIYONO YASUNO 10th Anniv. Billboard Live Tour 2021 〜Dear my Character Songs〜 | 全2公演：Billboard Live 大阪（大阪府）                       |
| 2022年1月10日         | KIYONO YASUNO 10th Anniv. Billboard Live Tour 2021 〜Dear my Character Songs〜 | 全2公演：Billboard Live 東京（東京都）                       |
| 2023年2月11日         | Kiyono Yasuno 5th Anniversary Live Tour 2023 ～It’s A PIECE OF CAKE！～        | 仙台GIGS（宮城県）                                           |
| 2023年2月19日         | Kiyono Yasuno 5th Anniversary Live Tour 2023 ～It’s A PIECE OF CAKE！～        | Zepp Namba（大阪府）                                         |
| 2023年3月4日          | Kiyono Yasuno 5th Anniversary Live Tour 2023 ～It’s A PIECE OF CAKE！～        | 日本特殊陶業市民会館 ビレッジホール（愛知県）                |
| 2023年3月18日         | Kiyono Yasuno 5th Anniversary Live Tour 2023 ～It’s A PIECE OF CAKE！～        | 中野サンプラザホール（東京都）                               |
| 2023年12月8、9日      | とびだせ！スナック希世乃 in渋谷                                                | 全3公演：SHIBUYA PLEASURE PLEASURE（東京都）                 |
| 2024年3月20日         | 安野希世乃 4th LIVEツアー 2024 ～まるごとしぼり100％ Re:FRESH～                | Zepp Namba（大阪府）                                         |
| 2024年3月30日         | 安野希世乃 4th LIVEツアー 2024 ～まるごとしぼり100％ Re:FRESH～                | TOKYO DOME CITY HALL（東京都）                               |
| 2024年7月15日         | 安野家。家族の団らん vol.2 ～夏休みだよ！全員集合～ キャンプ編                 | SHIBUYA PLEASURE PLEASURE（東京都）                          |
| 2024年7月28日         | 安野家。家族の団らん vol.2 ～夏休みだよ！全員集合～ お祭り編                   | SHIBUYA PLEASURE PLEASURE（東京都）                          |
| 2024年9月15日         | 安野家。家族の団らんvol.2 ～夏休みだよ！全員集合～BBQで打ち上げ編☆             | 都内某所（東京都）                                           |
| 2025年3月7、8日       | とびだせ！スナック希世乃 vol.2 in渋谷                                          | 全3公演：SHIBUYA PLEASURE PLEASURE（東京都）                 |

### 合同ライブ
| 出演日               | タイトル                                                                                        | 会場                                        |
| -------------------- | ----------------------------------------------------------------------------------------------- | ------------------------------------------- |
| 2015年11月29日       | THE IDOLM@STER CINDERELLA GIRLS 3rdLIVE シンデレラの舞踏会 - Power of Smile -                   | 幕張メッセ国際展示場 9-11番ホール（千葉県） |
| 2016年9月3日         | THE IDOLM@STER CINDERELLA GIRLS 4thLIVE TriCastle Story Starlight Castle                        | 神戸ワールド記念ホール（兵庫県）            |
| 2016年10月16日       | THE IDOLM@STER CINDERELLA GIRLS 4thLIVE TriCastle 346 Castle                                    | さいたまスーパーアリーナ（埼玉県）          |
| 2017年5月27日・28日  | THE IDOLM@STER CINDERELLA GIRLS 5thLIVE TOUR Serendipity Parade!!! 石川公演                     | 石川県産業展示館4号館（石川県）             |
| 2017年6月24日・25日  | THE IDOLM@STER CINDERELLA GIRLS 5thLIVE TOUR Serendipity Parade!!! 静岡公演                     | エコパアリーナ（静岡県）                    |
| 2017年8月13日        | THE IDOLM@STER CINDERELLA GIRLS 5thLIVE TOUR Serendipity Parade!!! さいたまスーパーアリーナ公演 | さいたまスーパーアリーナ（埼玉県）          |
| 2017年12月24日       | アニメJAM 2017                                                                                  | 舞浜アンフィシアター（千葉県）              |
| 2018年4月1日         | さくらフェス 2018 〜さくらとみんなのハッピーイースター〜                                        | 舞浜アンフィシアター（千葉県）              |
| 2018年9月8日・9日    | THE IDOLM@STER CINDERELLA GIRLS SS3A Live Sound Booth♪                                          | ヤマダグリーンドーム前橋（群馬県）          |
| 2018年11月10日・11日 | THE IDOLM@STER CINDERELLA GIRLS 6thLIVE MERRY-GO-ROUNDOME!!!                                    | メットライフドーム（埼玉県）                |
| 2018年11月17日       | ANIMAX MUSIX 2018 YOKOHAMA supported by ひかりTV                                                | 横浜アリーナ（神奈川県）                    |
| 2019年9月28日        | スター☆トゥインクルプリキュアLIVE2019 KIRA☆YABA!イマジネーションライブ                          | 昭和女子大学人見記念講堂（東京都）          |
| 2019年10月6日        | 犬フェス2！                                                                                     | 豊洲PIT（東京都）                           |
| 2019年11月9日・10日  | THE IDOLM@STER CINDERELLA GIRLS 7thLIVE TOUR Special 3chord♪ Funky Dancing!                     | ナゴヤドーム（愛知県）                      |
| 2019年11月23日       | ANIMAX MUSIX 2019 YOKOHAMA supported by ひかりTV                                                | 横浜アリーナ（神奈川県）                    |
| 2021年1月30日        | ANIMAX MUSIX 2021 ONLINE supported by U-NEXT                                                    | 有明アリーナ（東京都）配信会場              |
| 2021年2月27日        | リスアニ! LIVE 2021                                                                             | 日本武道館（東京都）                        |
| 2021年11月27日・28日 | THE IDOLM@STER CINDERELLA GIRLS 10th ANNIVERSARY M@GICAL WONDERLAND TOUR!!! Celebration Land    | 幕張イベントホール（千葉県）                |
| 2021年12月26日       | アニメJAM 2021                                                                                  | オンライン配信                              |
| 2022年1月23日        | リスアニ! LIVE 2022                                                                             | 日本武道館（東京都）                        |
| 2022年4月2日         | THE IDOLM@STER CINDERELLA GIRLS 10th ANNIVERSARY M@GICAL WONDERLAND!!!                          | ベルーナドーム（埼玉県）                    |
| 2022年11月19日       | ANIMAX MUSIX 2022 Part1                                                                         | 横浜アリーナ（神奈川県）                    |
| 2022年11月27日       | THE IDOLM@STER CINDERELLA GIRLS Twinkle LIVE Constellation Gradation                            | ベルーナドーム（埼玉県）                    |
| 2023年9月9日・10日   | THE IDOLM@STER CINDERELLA GIRLS Shout out Live!!!                                               | 愛知県国際展示場 ホールA（愛知県）          |
| 2024年1月21日        | 全プリキュア 20th Anniversary LIVE!                                                             | 横浜アリーナ（神奈川県）                    |
| 2025年7月19日        | ぽかぽかイオン 1st LIVE ～Re : me & you～                                                       | 立川ステージガーデン（東京都）              |